# Doug Brinham
Douglas Stanley Brinham, detto Doug (Vancouver, 25 febbraio 1934 – White Rock, 28 settembre 2020), è stato un cestista canadese.

## Carriera
Con il Canada ha disputato le Olimpiadi del 1956 e i Campionati del mondo del 1959.